# Łacina (część Poznania)
Łacina – część Poznania, a także jednostka obszarowa utworzona w 2008 roku na potrzeby Systemu Informacji Miejskiej (SIM) w Poznaniu. Jednostka obszarowa formalnie nie jest osiedlem. Znajduje się na terenie na osiedlu samorządowego Rataje.
Według Systemu Informacji Miejskiej granicami Łaciny są ulice: Inflancka, Bolesława Krzywoustego do ronda Rataje, Jana Pawła II, abpa Baraniaka.

## Ważniejsze miejsca i zabytki
- Osiedle Polanka
- Osiedle Zielony Taras
- Galeria Malta (ul. abpa A. Baraniaka 8) - obecnie wyburzana
- Centrum handlowe Posnania (ul. Pleszewska 1)
- Wiatrak holenderski (ul. Milczańska 2)

## Bezpieczeństwo
Na ulicy Polanka znajduje się Komisariat Policji – „Nowe Miasto”.